# Све ће то народ позлатити (филм из 1971)
Све ће то народ позлатити је југословенски телевизијски филм из 1971. године. Режирао га је Јован Аћин који је написао и сценарио по истоименој приповеци Лазе Лазаревића.

## Улоге
| Глумац             | Улога |
| ------------------ | ----- |
| Слободан Алигрудић |       |
| Људмила Лисина     |       |
| Никола Милић       |       |
| Владимир Поповић   |       |
| Виктор Старчић     |       |
| Јосиф Татић        |       |